# Julia Tischler
Julia Tischler (* 1982 in Stuttgart) ist eine deutsche Historikerin und Hochschullehrerin.
Julia Tischler studierte von 2000 bis 2006 Geschichte und Anglistik an der Universität Köln und an der University of Stirling. Anschließend absolvierte sie bis 2011, unterbrochen von verschiedenen Forschungsaufenthalten, ein Promotionsstudium in Köln im Fach Neuere Geschichte. Für ihre Doktorarbeit über die spätkoloniale Entwicklungspolitik am Beispiel des Kariba-Staudamms im heutigen Sambia/Simbabwe wurde sie mit dem Hedwig-Hintze-Preis des Verbands der Historiker und Historikerinnen Deutschlands (VHD) ausgezeichnet. Von 2012 bis 2015 war sie wissenschaftliche Mitarbeiterin am Internationalen Geisteswissenschaftlichen Kolleg „Arbeit und Lebenslauf in globalgeschichtlicher Perspektive“ an der Humboldt-Universität zu Berlin.
Ab dem 1. August 2015 wirkte Julia Tischler als Assistenzprofessorin für Geschichte Afrikas mit Tenure-Track an der Universität Basel. Seit 2020 ist sie dort Associate Professorin. Ihre Forschungsgebiete sind die Sozial-, Wissens- und Umweltgeschichte sowie der Kolonialismus und die moderne Agrargeschichte mit Schwerpunkt im südlichen Afrika.